# Centre Superior d'Informació de la Defensa
El Centre Superior d'Informació de la Defensa (CESID) va ser una agència d'intel·ligència espanyola que va estar en funcionament des de 1977 fins a 2002, quan va ser reemplaçada pel Centre Nacional d'Intel·ligència. Va ser la principal agència d'intel·ligència d'Espanya, creada el 14 de juliol de 1977 pel llavors ministre de Defensa, Manuel Gutiérrez Mellado, per substituir als organismes d'intel·ligència de l'època franquista. Aquests incloïen al Tercera Secció d'Informació de l'Alt Estat Major (SIAEM) i el Servei Central de Documentació (SECED) depenent de la Presidència del Govern.
El 2 de novembre de 1977 també es va integrar el Servei d'Informació de la Presidència del Govern (SIPG).
En els primers anys, la seva missió estava destinada en el fonamental a atendre a la Junta de Caps d'Estat Major (JUJEM) i depenia jeràrquica i administrativament del Ministeri de Defensa. Per reial decret de gener de 1984, el CESID va ser definit jurídicament com l'agència d'intel·ligència que informava a la Presidència del Govern i al ministre de Defensa. No obstant això, mantenia un caràcter fonamentalment militar. Va emprar entre 2.000 i 3.000 persones, la majoria militars i membres de la Guàrdia Civil. Al voltant del 30 per cent dels membres del personal eren civils.
La seva gestió estava al comandament d'un Director, nomenat pel govern a través d'acord del Consell de Ministres i que al principi va tenir el rang de Director General, per passar després al de secretari d'estat. El seu primer director va ser el general José María Bourgon López-Dóriga.
Les unitats operatives principals van ser les d'intel·ligència interior, intel·ligència en l'exterior; contraintel·ligència, economia i tecnologia i el suport operatiu. En qualsevol cas es distingeixen dues etapes: la que va des de la seva creació fins a la reforma de setembre de 1982 impulsada pel llavors ministre de Defensa, Alberto Oliart, i a partir d'aquí fins a la seva extinció en 2002. En la primera, les seves activitats es van centrar en la intel·ligència interior, singularment en el si de l'exèrcit per evitar accions militars que posessin en perill el procés de transició democràtica. A partir de 1982, es desenvolupa l'àrea contra el terrorisme, tasca definida com "obtenir, avaluar i difondre la informació relativa als processos interns que, mitjançant procediments anticonstitucionals, atemptin contra la unitat de la pàtria i l'estabilitat de les seves Institucions fonamentals", l'àrea exterior per prevenir i evitar el "perill, amenaça o agressió exterior contra la independència o integritat territorial d'Espanya i per assegurar els seus interessos nacionals" i els serveis de contraintel·ligència.
Encara que el CESID va ser la major agència d'intel·ligència a Espanya, existien a més els serveis d'intel·ligència dels tres exèrcits: Armada, exèrcit de l'Aire i exèrcit de Terra, a més del Servei d'Informació de la Guàrdia Civil. D'altra banda, el Cos Nacional de Policia mantenia una Comissaria General d'Informació, amb una missió antiterrorista que va incloure una Brigada d'Intel·ligència en l'exterior per investigar el terrorisme internacional dirigit contra Espanya. L'estructura creava a vegades situacions de concurrència de serveis. Finalment, la llei 11/2002 va crear el Centre Nacional d'Intel·ligència, que va succeir al CESID.

## Actuacions polèmiques del CESID
- Escoltes telefòniques privades incloses les del rei Joan Carles (1984-1991).
- "Papers" de Juan Alberto Perote.
- 1995 - Robatori d'informació classificada per a ser utilitzada políticament que motivaren la dimissió del vicepresident del govern Narcís Serra, del ministre de Defensa Julián García Vargas i de la cúpula del CESID.

## Directors del CESID
- José María Bourgon López-Dóriga (1977-1979)
- Gerardo Mariñas (1979-1981)
- Emilio Alonso Manglano (1981-1995)
- Félix Miranda (1995-1996)
- Javier Calderón (1996-2001)
- Jorge Dezcallar de Mazarredo (2001 -2002) civil que acabà sent el director del nou CNI